# Granta Motor Company
Granta Motor Company war ein britischer Hersteller von Automobilen.

## Unternehmensgeschichte
Das Unternehmen hatte seinen Sitz an der Horseferry Road im Londoner Stadtteil Westminster. 1906 begann die Produktion von Automobilen. Der Markenname lautete Granta. Im gleichen Jahr endete die Produktion.

## Fahrzeuge
Das einzige Modell war der 28/34 HP. Ein Vierzylindermotor von Établissements Ballot war vorne im Fahrzeug montiert und trieb über zwei Ketten die Hinterachse an.